# Jérôme Ducrot
Jérôme Ducrot est un réalisateur et photographe de mode français né le 10 juin 1935 à Oran et mort le 26 janvier 2021 au Danemark.

## Biographie
Jérôme Ducrot est né à Oran en 1935. Il est actif à New York où il travaille dans son studio situé sur la 23e East Side à Manhattan depuis la fin des années 1950. Il est l’ami d’André Kertész et de sa famille.
Jérôme Ducrot collabore avec le magazine américain Vogue de 1967 à 1972 et a imposé son nom dans la photographie de mode, et il photographie des personnalités comme Salvador Dalí, Yvette Horner, le sculpteur Marino di Teana, ou Ali MacGrav pour Chanel en 1966 et dont la publicité a eu un rôle décisif dans la carrière de l'actrice.
En 1965, il engage comme assistant Richard Kalvar dont il va être le mentor, et qu’il va former aux bases du métier de photographe, et qui logera dans son studio. Il |'encourage à persévérer dans ce métier en lui offrant une appareil photo alors qu’il part pour un voyage initiatique en Europe et au Maroc. Il fait travailler aussi son ami d’enfance Guy de Cointet comme graphiste à partir de 1956 dans une agence de publicité.
De retour en France, Jérôme Ducrot se rapproche des « gens sans importance ».

## Publications
Jérôme Ducrot a réalisé de nombreuses couvertures de Zoom, le magazine de l'image dans les années 70.
- Photoscopies 81, Michel Delluc, Jérôme Ducrot, François Le Diascorn, Guy Le Querrec, Jeanloup Sieff, Martine Voyeux, imp. Union, 1981.
- Des gens sans importance, texte d’Alphonse Boudard, Albin Michel, 1998.